# قرنطینه (فیلم ۲۰۰۸)
قرنطینه (انگلیسی: Quarantine) فیلمی در ژانر ترسناک است که در سال ۲۰۰۸ منتشر شد.

## بازیگران
- جنیفر کارپنتر
- کلمبوس شورت
- جی هرناندس
- مارین هینکل
- راده شربجیا
- دنی اوهر
- دانیا رامیرز
- استیو هریس